# Station Chesterfield
Chesterfield is een spoorwegstation van National Rail in Chesterfield, Chesterfield in Engeland. Het station is eigendom van Network Rail en wordt beheerd door East Midlands Railway. Het station is geopend in 1840.